# Bras de fer (film)
Pour les articles homonymes, voir Bras de Fer (homonymie).
Bras de fer est un film français réalisé par Gérard Vergez et sorti en 1985.

## Synopsis
En 1943, les services secrets britanniques confient une mission particulièrement délicate à un agent français, Pierre Wagnies. Celui-ci, parachuté sur le continent, doit opérer au cœur même du Paris de l'occupation, dans un palace où se rencontrent Allemands et collaborateurs. Il y retrouve un ancien ami, Delancourt, champion d'escrime comme lui, qui l'a supplanté auprès de sa femme Camille. Delancourt lui révèle qu'il participe lui aussi à l'opération "Judas". Pourtant, la suite des événements laisse supposer à Wagnies que Delancourt travaillerait  plutôt pour le compte des Allemands. Parallèlement renaît sa passion pour son ex-femme...

## Fiche technique
- Titre : Bras de fer
- Réalisation : Gérard Vergez
- Assistant réalisateur : Gabriel Aghion
- Scénario : Gérard Vergez
- Production : Tarak Ben Ammar, José Luis Garci, Carlo Lastricati (it) et André Pergament
- Musique : Michel Portal
- Décors : Jean-Jacques Caziot
- Montage : José Luis Garci
- Photographie : André Diot
- Costumes : Élisabeth Tavernier
- Dominique Morlotti création des costumes pour Bernard Giraudeau et Christophe Malavoy
- Coordinateur des combats et des cascades : Claude Carliez et son équipe
- Sociétés de production : Carthago Films
- Sociétés de distribution : Gaumont,  Les Films Christian Fechner
- Pays de production :  France
- Format : Couleur - 2,35:1 -  35 mm - Mono
- Genre : drame, thriller
- Durée : 107 minutes
- Date de sortie : 
  - France : 18 septembre 1985

## Distribution
- Bernard Giraudeau : Delancourt, dit Condor
- Christophe Malavoy : Pierre Wagnies, alias Augustin
- Ángela Molina : Camille Delancourt
- Mathieu Carrière : von Bleicher
- Pierre-Loup Rajot : Potier
- François Lalande : Werner
- Thierry Ravel : Le Gitan
- Agnès Garreau : La fiancée de Potier
- Edward Meeks : Le colonel
- Jean-Pierre Miquel : (voix)
- Marie-France Santon

## Critiques
Pour le magazine Télé 7 jours, Bras de fer est « malheureusement un film raté. Bernard Giraudeau-Christophe Malavoy : on pouvait espérer mieux de leur rencontre musclée ».